# Jessika Roswall
Jessika Roswall (nascida Jessika Vilhelmsson, em 1972) é uma política e advogada sueca. 
Desde 18 de outubro de  2022, é Ministra dos Assuntos Europeus e Ministra de Estado no Governo Kristersson. 

## Carreira
Serviu como membro do Riksdag em representação do círculo eleitoral do condado de Uppsala em 2010-2022.